# Рота
Рота (шп. Rota) град је у Шпанији у аутономној заједници Андалузија у покрајини Кадиз. Према процени из 2017. у граду је живело 29 030 становника.

## Становништво
Према процени, у граду је 2017. живело 29 030 становника.
| 2017.  |
| ------ |
| 29.030 |